# 木村重政
木村 重政（きむら しげまさ）は、大相撲の行司の名跡の一つ。少なくとも明治期以降では昭和戦後にかけて以下の3人が名乗ったことが確認されているが、他に江戸時代に襲名者がいた可能性もありはっきりとした代数は不明であり、また1953年以降襲名されていない。
- 後の6代木村玉之助、襲名期間明治22年9月 - 明治29年9月。
- 後の13代木村玉之助、襲名期間昭和5年1月 - 昭和8年5月。
- 最高位幕内格、襲名期間昭和25年5月 - 昭和28年9月。入門以来改名が多く、最終名は木村公乃助であったが、現役中の昭和36年に死去。